# Cosmopterix delicatella
Cosmopterix delicatella là một loài bướm đêm thuộc họ Cosmopterigidae. Loài này có ở North Carolina, nhưng có thể khắp nơi. Cánh trước dài 4,9 mm.